# Ralph Boston
Ralph Boston   (Laurel, 9 de maig de 1939 - Peachtree City, 30 d'abril de 2023) va ser un atleta nord-americà, ja retirat, especialista en salt de llargada i guanyador de tres medalles olímpiques.

## Biografia
Va néixer el 9 de maig de 1939 a la ciutat de Laurel, població situada a l'estat de Mississipi.
Destacà a la dècada del 1960, quan el 12 d'agost del 1960 trencà el rècord del món del salt de llargada establert per Jesse Owens 25 abans i deixant-lo en 8.21 metres. Guanyador del Campionat Nacional aquell mateix en els Jocs Olímpics d'Estiu de 1960 realitzats a Roma (Itàlia), i amb tan sols 21 anys, aconseguí guanyar la medalla d'or en la competició olímpica de salt de llargada i establint un nou rècord olímpic amb un salt de 8.12 metres.
Participà en els Jocs Olímpics d'Estiu de 1964 realitzats a Tòquio (Japó), on va aconseguir guanyar la medalla de plata i en els Jocs Olímpics d'Estiu de 1968 celebrats a Ciutat de Mèxic (Mèxic), on guanyà la medalla de bronze.
El 15 d'agost de 1964 tornà a batre el rècord del món, destronat el soviètic Íhor Ter-Ovanessian, i deixant-lo en 8.31 metres, una distància que ell mateix augmentà fins al 8.35 metres i que fou vigent fins al 18 d'octubre de 1968, quan Bob Beamon el tornà a batre (8.90 m.).
Al llarg de la seva carrera guanyà dues medalles d'or en els Jocs Panamericans.